# Parque nacional y natural de Sierra Nevada
Sierra Nevada es un espacio natural español compartido por las provincias de Granada (65 %) y Almería (35 %), en Andalucía. Comprende tanto el Parque nacional de Sierra Nevada (creado en 1999) como el Parque natural de Sierra Nevada (creado en 1989), desde la Alpujarra Granadina al Valle de Lecrín, en la provincia de Granada, y desde la comarca de la Alpujarra Almeriense a Los Filabres-Tabernas, en la provincia de Almería. Con 780 702 visitantes anuales, fue, en 2015, el sexto parque nacional español más visitado.

## Parque natural
Alrededor del parque nacional se sitúa el parque natural, que protege 88 965 hectáreas. El conjunto de ambos espacios protegidos suma un total de 171 829 hectáreas. Algunas zonas situadas dentro del parque natural, como la laguna del Padul, gozan de la misma protección que la del área del parque nacional. Esta protección especial se aplica a aquellos espacios de características excepcionales que engloban un conjunto de ecosistemas de relevantes valores ecológicos, paisajísticos, científicos y que por su singularidad, fragilidad o función requieren un nivel de conservación y protección especial quedando excluidos de los mismos cualquier aprovechamiento productivo que ponga en peligro sus características. Dentro de este parque se encuentra el Observatorio de Sierra Nevada, y la estación de esquí situada más al sur de Europa, conocida por sus suaves temperaturas y abundante número de horas de Sol.

## Orografía
Algunos de los picos de las montañas sobrepasan los 9000 pies (más de 2700 m) sobre el nivel del mar (Pico Mulhacén, con una altitud de 3479 metros s. n. m., es el pico más alto de la península ibérica). En el parque existen unas sesenta especies de plantas endémicas de la zona. Cuenta con una próspera población de cabra montés, junto a otras muchas especies, tales como tejones y gatos salvajes. Dentro del parque se pueden practicar diferentes actividades, destacando las propias de la estación de esquí de Sierra Nevada, como el esquí o el snowboarding. En invierno se realiza esquí de travesía, descenso en trineo y paseos en trineo tirado por perros, y durante el resto de las estaciones, senderismo, montañismo, escalada, parapente y rutas a caballo.

## Recursos
Dentro del parque se ubican: el Jardín Botánico de la Cortijuela, el Centro Botánico Hoya de Pedraza, ambos dependientes de la junta de Andalucía, y el Jardín Botánico de Sierra Nevada dependiente de la Universidad de Granada, en todos ellos, se investiga y se preservan las especies endémicas de la Sierra.
El parque nacional de Sierra Nevada es el único lugar nominado de España en el concurso de las siete Maravillas de la Naturaleza, a pesar de tener en su corazón una zona altamente urbanizada (la estación de esquí) con un alto impacto ambiental en los arroyos de la zona y en la flora protegida.
En el borde del parque se encuentra el Jardín Botánico de la Cortijuela, donde las especies endémicas de Sierra Nevada son estudiados, preservados y vigilados.

## Flora
Sierra Nevada constituye un refugio excepcional para la flora y la biodiversidad en el continente europeo, debido a sus condiciones históricas (su localización biogeográfica estratégica, en el oeste de la región Mediterránea), a su aislamiento geográfico, a la brusquedad de gradientes ecológicos (con su enorme rango altitudinal) y a la diversidad de nichos ecológicos. Presenta 2100 especies vegetales catalogadas, de las cuales 116 se encuentran en peligro de extinción. Una de las especies endémicas más emblemática de Sierra Nevada es la estrella de las nieves (Plantago nivalis).
Este parque nacional es una de las zonas piloto donde se realizan muestreos del proyecto internacional de investigación GLORIA, de estudio a largo plazo de la flora alpina para evaluar los impactos del cambio climático sobre la biodiversidad de la alta montaña de la Tierra.

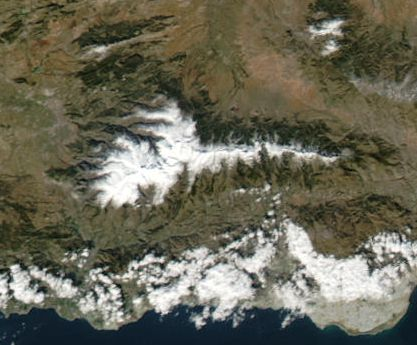
Imagen de satélite
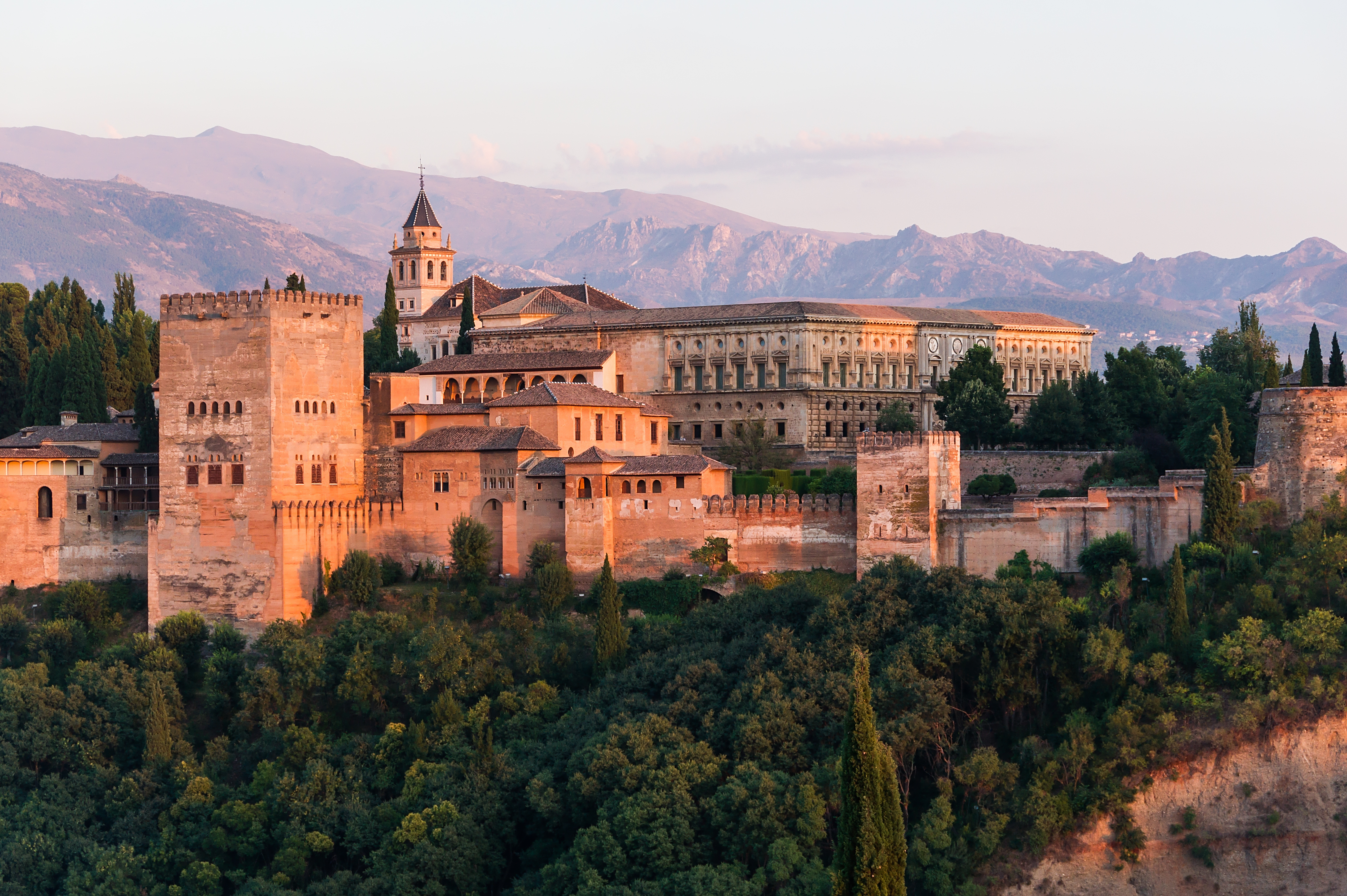
Sierra Nevada y la Alhambra
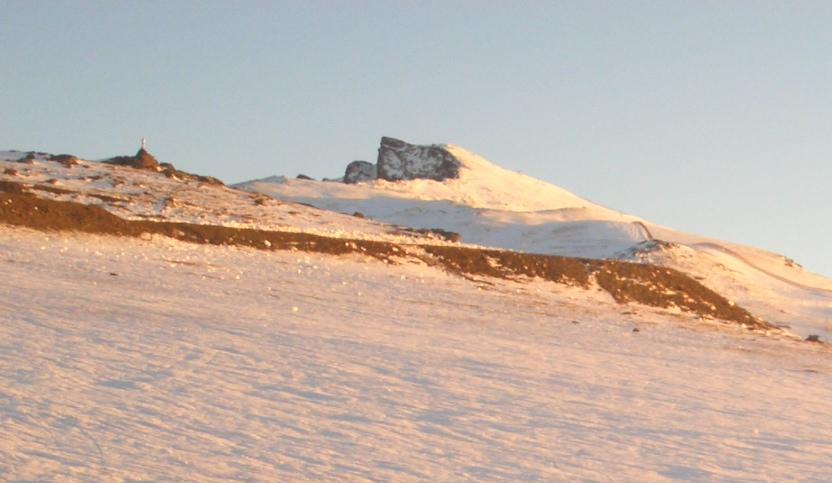
Pico Veleta desde la Hoya de la Mora
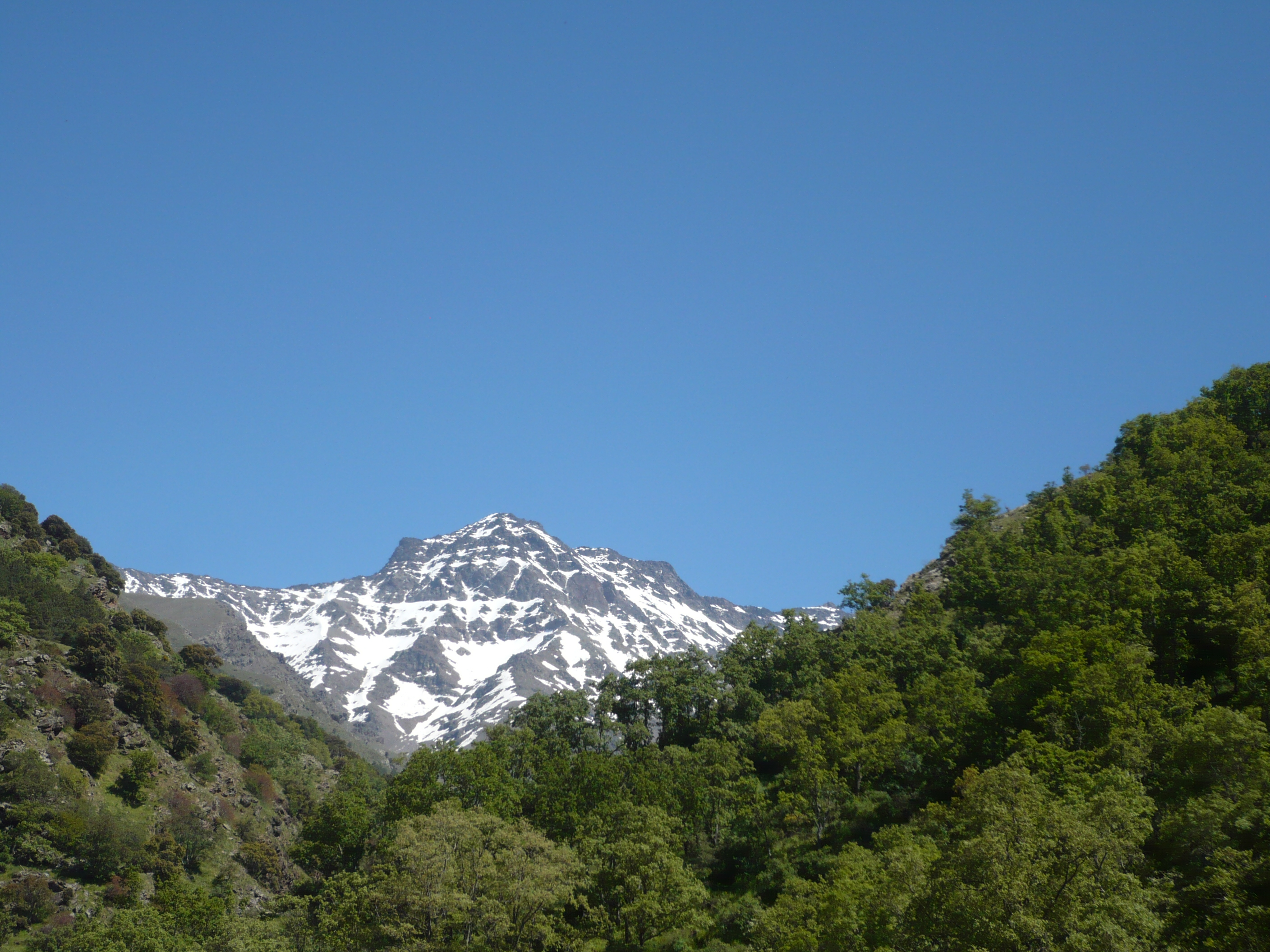
Vista desde la Vereda de la Estrella
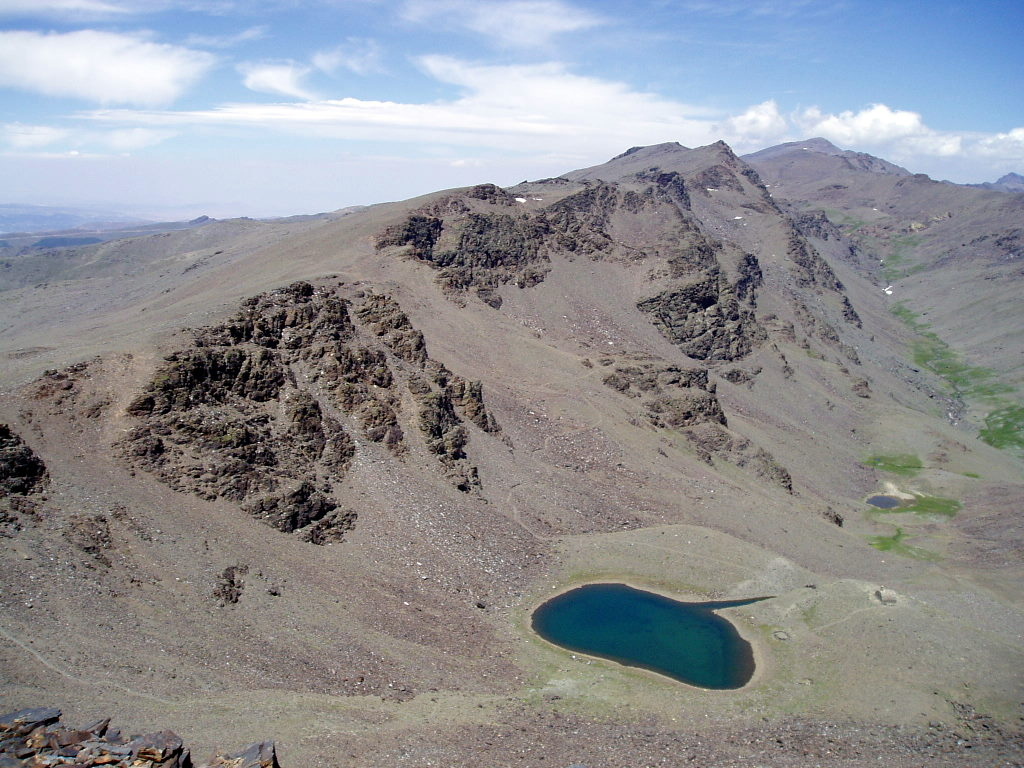
Laguna del Caballo